# انفجار در دفتر نخست‌وزیری جمهوری اسلامی ایران
انفجار در دفتر نخست‌وزیری جمهوری اسلامی ایران در تاریخ ۸ شهریور ۱۳۶۰ ساعت ۳ عصر در تهران در خیابان پاستور و در طی برگزاری جلسه شورای عالی امنیت ملی کشور، با حضور رئیس‌جمهور و نخست‌وزیر وقت و دیگر اعضای شورا صورت گرفت. در این اتفاق، محمدعلی رجایی رئیس‌جمهور و محمدجواد باهنر نخست‌وزیر (در اثر انفجار)، عبدالحسین دفتریان مدیرکل مالی اداری نخست‌وزیری (در اثر خفگی در آسانسور) و یک پیرزن عابر در بیرون ساختمان کشته شدند. ۶ روز پس از این واقعه، هوشنگ وحید دستگردی رئیس وقت شهربانی کل ایران که در جلسه حضور داشت نیز در اثر شدت جراحات ناشی از سوختگی درگذشت.
خسرو تهرانی مسئول اطلاعات نخست‌وزیری، سرهنگ موسی نامجو وزیر دفاع، یوسف کلاهدوز جانشین فرمانده سپاه پاسداران، سرتیپ شرف‌خواه معاون نیروی زمینی، سرهنگ اخیانی معاون ژاندارمری، سرهنگ کتیبه رئیس اداره دوم ارتش و احمد وحیدی نیز در این نشست حضور داشتند که همگی با جراحاتی از این حادثه جان سالم به در بردند.

## شناسایی عامل انفجار و دستگیری‌های پس از آن
در آغاز چنین تصور شد که مسعود کشمیری که آن زمان دبیر شورای عالی امنیت ملی بود نیز در این انفجار کشته شده و قطعاتی از اجساد دیگران به عنوان بازمانده جسد وی دفن شد ولی پس از مدتی معلوم شد که وی از مرتبطان با سازمان مجاهدین و عامل اصلی انفجار بوده و به خارج از ایران گریخته‌است.

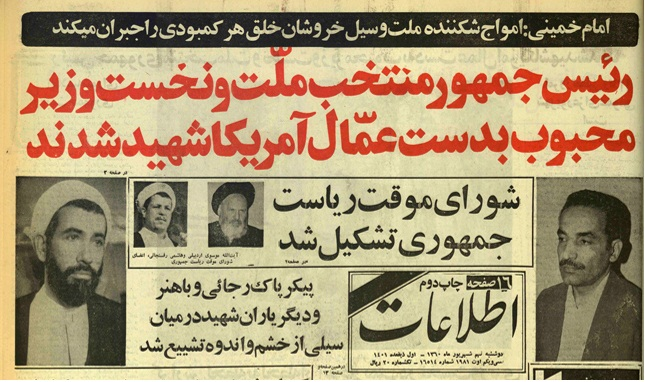
تیتراژ روزنامه اطلاعات فردای حادثه در ۹ شهریور ۱۳۶۰

در جریان تحقیقات در مورد این انفجار، تنی چند از مقامات امنیتی از جمله حسن کامران، محسن سازگارا، خسرو تهرانی به ظن سهل‌انگاری یا خیانت، در این ارتباط دستگیر و زندانی شدند که با فرمان سید روح‌الله خمینی احکام آنان لغو شد. در این رابطه ۶۰ نفر از مقامات طراز اول اجرایی کشور در نامه‌ای به سید روح‌الله خمینی از دستگیرشدگان شفاعت کردند و بر درستکاری آنان گواهی دادند.
در همین رابطه بعدها دو نفر اعدام شدند و یک نفر به نام تقی محمدی هم در زندان خودکشی کرد.
سال‌ها بعد، مسعود ده‌نمکی عنوان کرد که عاملان اصلی ترور محمدعلی رجایی، همچنان در ساختار قدرت ایران، دارای سمت‌هایی می‌باشند و از این رو، وی از ترس جان خود، تمایلی به ساخت فیلم زندگی‌نامه محمدعلی رجایی ندارد.